# Британська академія

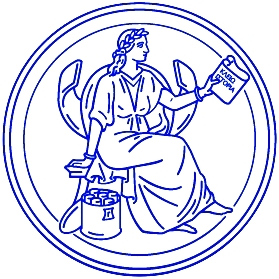

Британська академія (англ. British Academy) — наукове товариство у Великій Британії, що об'єднує представників гуманітарних дисциплін та суспільних наук.
Британська академія була встановлена королівською хартією в 1902 як незалежна організація із самоуправлінням. Членство в Академії мають понад 800 науковців. Члени можуть використовувати акронім «FBA» (англ. Fellow of British Academy) як титул після свого прізвища.
Академія має кілька періодичних видань, серед яких «Proceedings of British Academy» (Записки Британської академії).